# Визволення Херсона
Визволення Херсона (11 листопада 2022) — відвоювання Збройними силами України (ЗСУ) міста Херсона та інших районів Херсонської області та частини Миколаївської області на правому березі Дніпра, тоді як ЗС РФ втекли на лівий берег. Події стали результатом південного контрнаступу України у 2022 році під час російського вторгнення в Україну у 2022 році.

## Передумови
Після вторгнення в Україну 24 лютого російські війська оточили місто Херсон наприкінці лютого та окупували його приблизно 2 березня 2022 року після важких боїв напередодні.
У вересні 2022 року Росія оголосила про анексію області разом із трьома іншими, що було широко засуджено.
9 листопада російський генерал Сергій Суровікін оголосив про відведення військ з Херсона та північного берега Дніпра. Він стверджував, що таке рішення пояснюється тим, що Херсон і прилеглі населені пункти не можуть бути забезпечені належним чином, а мирним жителям загрожує український обстріл.

## Відхід і звільнення

### Наступ Збройних Сил України
10 листопада з'явилося відео, на якому у Снігурівці майорить український прапор. Українські сили також відновили контроль над селом Киселівка, що за 15 кілометрів на північний захід від Херсона. Того ж дня Головнокомандувач Збройних сил України Валерій Залужний заявив, що з 1 жовтня українські війська повернули 41 населений пункт під Херсоном.
За оцінками українських чиновників, до вечора 10 листопада половина російських військових була виведена через Дніпро. Рано вранці 11 листопада було помічено російських піхотинців, які йшли через понтонний міст до східного берега. Українські бронетехнічні засоби та колони наблизилися до самого Херсона, проходячи повз кілька міст, сіл та передмість, де їх зустрічали радісні вигуки та розмахування прапорами цивільних осіб.

### Зусилля Російської Федерації щодо виведення
– NOS (15 листопада)
У той час як російські війська відступали через Дніпро, українські війська пішли далі в Херсонську область та прилеглі території. Про це повідомило Міноборони Росії 11 листопада о 5 ранку Московський час (2 години ночі). UTC), що всі солдати (приблизно 30 000) і все військове обладнання були успішно переправлені через річку в порядку впорядкованого відходу. Кілька аналітиків і експертів вважали логістично неможливим ідеальне проведення такого масштабного і складного маневру за три дні. Міністр оборони України Олексій Резніков заявив Reuters: «Не так просто вивести ці війська з Херсона за один-два дні. Як мінімум, [буде потрібно] один тиждень, щоб перемістити їх усіх (40 000, за його оцінками).
У російських соціальних мережах здавалося, що багато військових були в паніці, намагаючись втекти, а прокремлівські блогери повторювали паніку, припускаючи крах морального духу та матеріально-технічного забезпечення. Багато повідомлень від журналістів, українських цивільних осіб і влади, а також окремих російських солдатів свідчать про те, що відхід був досить хаотичним, і багато російських військовослужбовців і техніки залишилися на правому березі. DW повідомляла, що основні частини обладнання, такі як системи протиповітряної оборони, здається, успішно перекинули на інший берег, але це зробить війська, які застрягли на північному боці, уразливими для атак української артилерії та безпілотників. Повідомляється, що групи російських солдатів (деякі з них поранені) були взяті в полон або добровільно здалися наступаючим українським силам. Український чиновник Сергій Хлань заявив, що частина російських військових не змогла залишити Херсон і переодягнулася в цивільне. Один невідомий російський військовий підтвердив, що останнім наказом, який отримав його підрозділ, було «переодягнутися в цивільний одяг і піти як завгодно». Повідомляється, що деякі російські військові потонули, намагаючись перепливти Дніпро. Українська розвідка опублікувала в соцмережі російськомовну заяву, в якій закликала здатися російських військових, які залишилися. Кадри в соціальних мережах свідчать про те, що українські війська захопили кілька російських танків, іншу бронетехніку та ящики з боєприпасами, що суперечить заяві Міноборони Росії про те, що «праворуч [на заході] не залишилося жодної військової техніки чи озброєння.

### Вхід ЗСУ в Херсон
Збройні сили України увійшли в місто 11 листопада надвечір і вже 12 листопада м.Херсон було повністю звільнено. Того ж дня українські війська звільнили Херсон та решту правобережжя Херсонської області. Існували певні побоювання, що російські сили могли влаштувати пастку, тому ЗСУ просувалися з деякою обережністю. Як і на інших звільнених територіях, прибулі українці виявили міни та мін-пастки, які становили небезпеку як для військових, так і для мирного населення. 12 листопада українські військові працювали над їх розмінуванням, але від таких пристроїв було поранено кількох людей, щонайменше один загинув. Коли ЗСУ рухалися до міста, жодних засідок, схоже, не було підготовлено, і деякі спостерігачі описали безладний відступ як «розгром».
Коли прийшли українські війська, натовпи мирних жителів зібралися, щоб зустріти їх і святкувати визволення. На площі Свободи, цивільні люди скандували «Слава ЗСУ», обіймали солдатів, співали пісні та розмахували українськими прапорами. Одну жінку-військовослужбовця ЗСУ двоє чоловіків підняли на плечі, а потім підкинули в повітря, щоб висловити подяку. Автомобілі виїжджали на вулиці з сигналами, а жителі зривали проросійські агітаційні плакати. Так само в Білозерці, містечку на західній околиці Херсона, жителі зірвали пропагандистські білборди з молодою дівчиною з прапором Російської Федерації, на якій написано: «Росія тут навіки». Херсонці танцювали в темряві навколо багаття під «Червону калину» — українську патріотичну пісню, заборонену російською окупаційною владою дев’ять місяців. Після звільнення президент України Володимир Зеленський назвав цей день «історичним».

## Наслідки

### Військово-політичний вплив

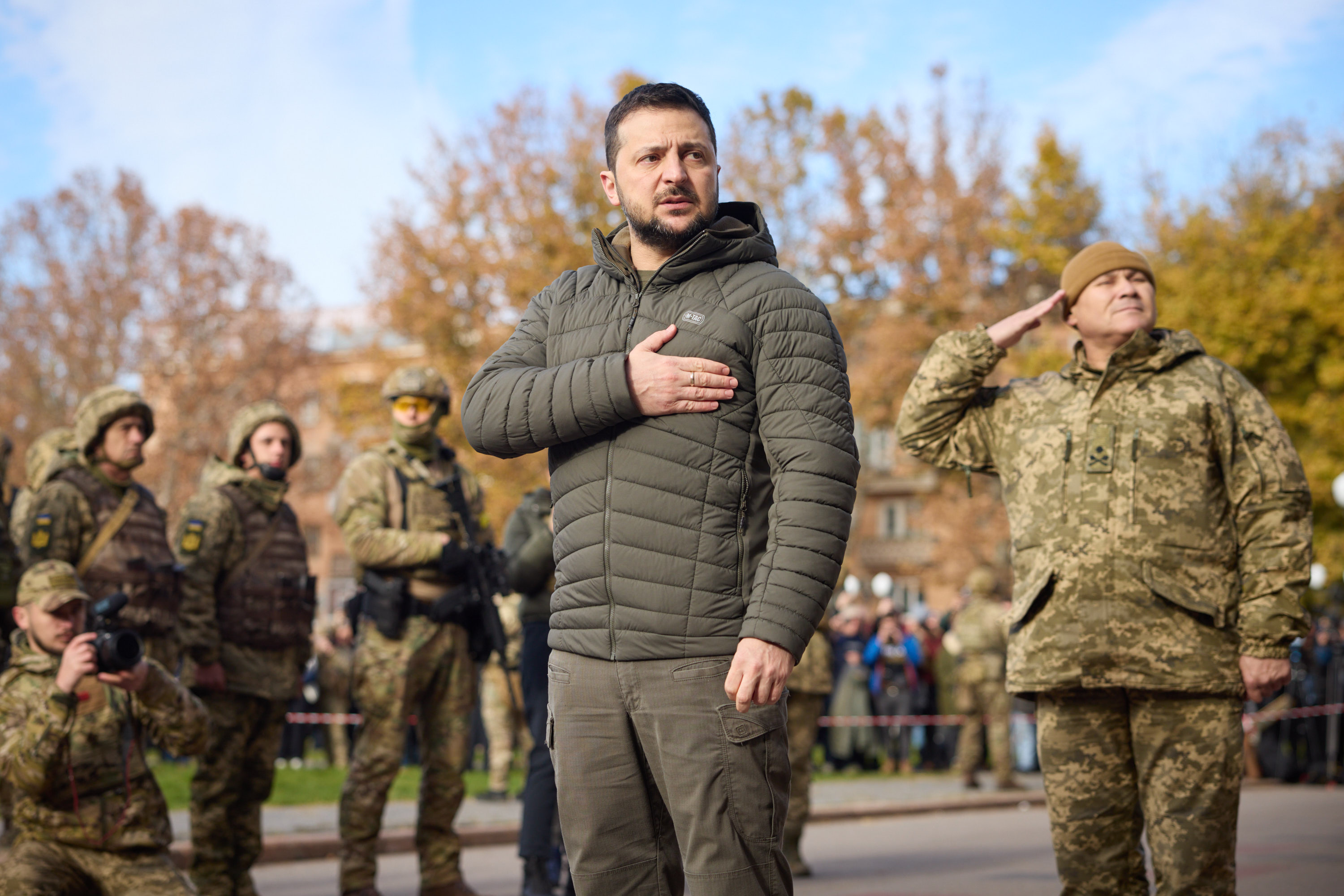
Президент України Володимир Зеленський бере участь у піднятті українського прапора під час відвідування звільненого Херсона, 14 листопада 2022 року

Відступаючи, російські війська передали Україні контроль над близько 40% Херсонської області. Втрату Херсона багато хто розцінює як значний удар для Володимира Путіна, який 30 вересня заявив, що Херсон буде «назавжди частиною Росії». 12 листопада окупаційні війська оголосили Генічеськ, портове місто на Азовському морі, «тимчасовою адміністративною столицею Херсонської області». Під час відступу російські солдати винесли з Херсонського Катерининського собору кістки князя XVIII століття Григорія Олександровича Потьомкіна, якого вважали сучасним засновником міста.
Спочатку більшість мешканців міста були в ейфорії, публічно святкували відступ росіян і вітали українські війська як визволителів, тоді як інші були стурбовані майбутнім часом. Херсонець розповів: «Я хочу святкувати, але щось мені підказує, що це ще не кінець. Росіяни не можуть здаватися так легко, не після всього, що сталося. Я боюся зими і переживаю, що місто стане полем битви. Ми будемо на лінії вогню». Військові аналітики заявили про загрозу обстрілу російською артилерією Херсона зі східного берега Дніпра.
14 листопада Зеленський здійснив неоголошений візит до Херсона та звернувся до кількох сотень жителів, сказавши: «Ми крок за кроком йдемо по всій нашій країні... Я щасливий, що ми в Херсоні». NOS описав ситуацію на місці як «свого роду негласне припинення вогню. Що обидві ворогуючі сторони взяли певну перерву і не ведуть інтенсивну стрілянину один в одного». Олександр Дугін, ідеолог рашизму та євразійства, відкрито критикував Володимира Путіна за неспроможність захистити «російські міста», такі як Херсон.

### Пошкодження інфраструктури та логістики
Супутникові знімки Maxar Technologies показали, що під час відходу з Херсона було завдано значної шкоди інфраструктурі, у тому числі зруйновано щонайменше сім мостів, чотири з них через річку Дніпро, протягом 24 годин. Зруйновано два прольоти Антонівського автомобільного мосту; За словами репортера проросійської газети «Комсомольская правда» на місці події, «ймовірно, вони були підірвані під час відведення російського угруповання сил з правого берега на лівий». Вище за течією також була пошкоджена Каховська дамба; станом на 11 листопада українські сили все ще не контролювали дамбу, хоча вони відбили село Тягинка, розташоване за 20 кілометрів на захід.
Велика частина мереж електропостачання, інтернету та водопостачання Херсона вийшла з ладу на той час, коли Україна відновила контроль. 12 листопада президент Зеленський заявив: «Перед тим, як втекти з Херсона, окупанти знищили всю критичну інфраструктуру: зв’язок, воду, тепло, електрику».
В окупованій Херсонській області розташована частина Північно-Кримського каналу, який до окупації Криму Росією забезпечував 85% питної та сільськогосподарської води в Криму. Україна закрила канал у 2014 році одразу після того, як Росія анексувала Крим. Росія відновила водопостачання в березні 2022 року. Відновлення контролю над Херсоном означає, що Україна може знову перекрити воду в Крим.

### Демографія

#### Зміни під час окупації
Перед війною в Херсоні проживало близько 300 тис. жителів, але до кінця російської окупації залишилося близько 80 тис. Багато мирних жителів втекли, а деякі були вбиті під час російської окупації. Наприкінці жовтня 2022 року російські військові «евакуювали» щонайменше 70 тисяч мирних жителів Херсона на східний берег Дніпра; Українська влада стверджувала, що ці переселення були примусовими, і називала їх «депортаціями». Після того, як Україна повернула місто, станом на 19 листопада від розривів мін і боєприпасів загинуло близько 25 людей.
Російська мова все ще широко використовувалась для спілкування в місті Херсон через історичні демографічні причини, але через те, що українська мова була заборонена під час російської окупації, і багато цивільних осіб зазнавали поганого поводження та приниження з боку російських солдатів, деякі жителі соромилися розмовляти російською після всього, що сталося. У короткометражному фільмі «Окуповані: родина таємно знімає життя в окупованій Росією Україні» для BBC News місцевий херсонський журналіст Дмитро Бахненко заявив: «Після всього, що сталося в Бучі і чого ми стали свідками, я більше не хочу говорити російською».

#### Добровільна післяокупаційна евакуація

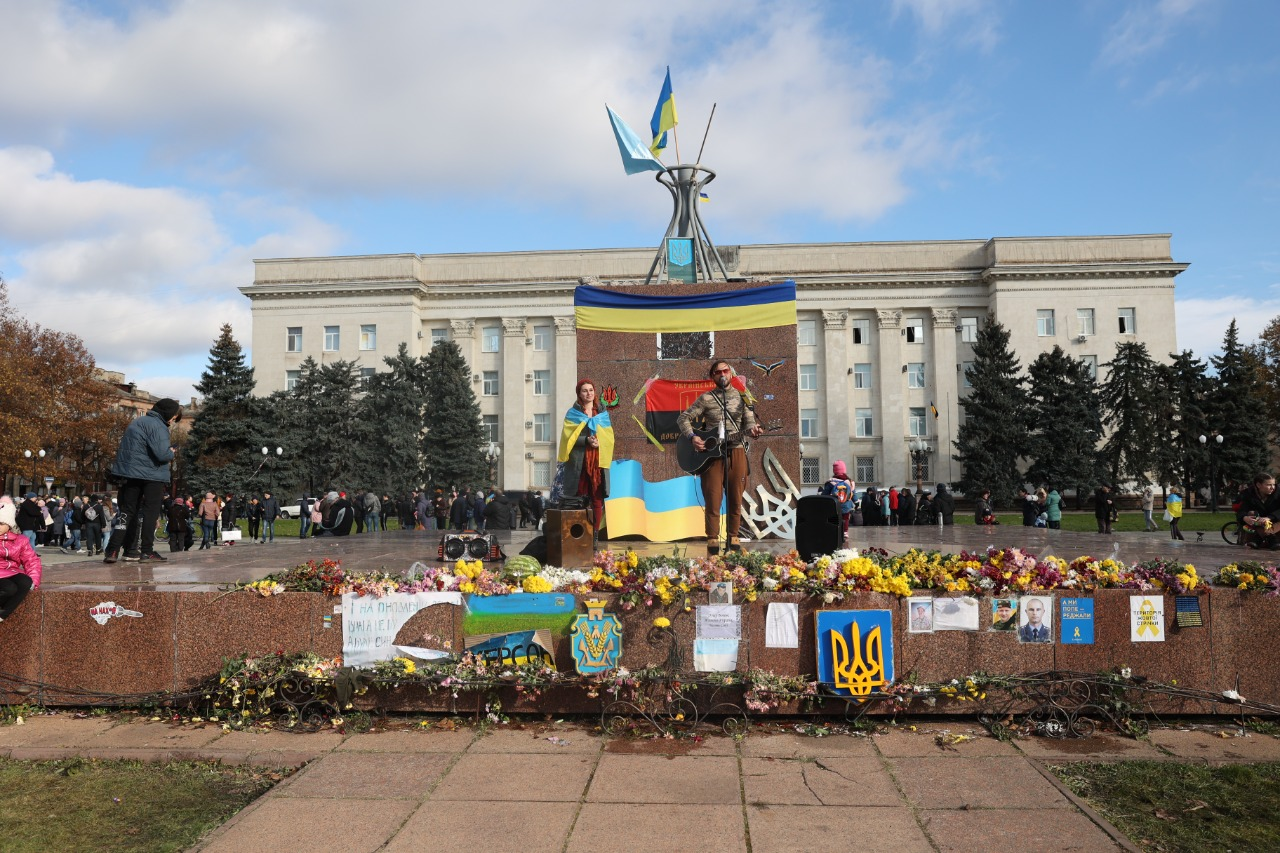
Вид на площу Свободи в Херсоні 19 листопада 2022 року

Новий український губернатор Херсонської області з серпня 2022 року Ярослав Янушевич 18 листопада заявив: «Евакуація мешканців залежить від того, чи буде світло. Президент дуже чітко сказав, що ми повинні кинути всі ресурси на відновлення електропостачання». Голова Херсонського району Михайло Линецький зазначив, що поки що планів евакуації жителів міста немає, але є великий ризик, що ремонт електроенергії та водопостачання не вдасться завершити в короткий термін, і жителям краще спробувати знайти зимівлю в іншому місці. на дачі: «Як корінний херсонець, я категорично раджу людям на час зимового періоду виїхати з міста в безпечніші місця».
До 21 листопада 2022 року українська влада розпочала заходи щодо сприяння добровільній евакуації херсонців, які бажали перезимувати в іншому місці, поки місто не стане більш безпечним, а віце-прем’єр-міністр Ірина Верещук заявила: «Наразі ми не говоримо про примусову евакуацію. Але навіть у разі добровільної евакуації держава несе відповідальність за транспортування. Людей треба відвезти туди, де вони будуть зимувати».

### Операції з розмінування
Губернатор Миколаївської області Віталій Кім попередив, що на звільнених територіях і в населених пунктах все ще залишається багато мін. Не йдіть туди без причини. Є жертви». Ярослав Янушевич, Херсонський обласний військовий голова, заявив, що були зроблені зусилля для повернення міста до «нормального життя», а поліція закликала внутрішньо переміщених осіб «не поспішати повертатися додому, поки не будуть завершені стабілізаційні заходи», такі як операції з розмінування.
Громадська організація «Українська асоціація саперів» повідомила The Guardian: «Ми поки що не можемо робити прогнози, оскільки процедура розмінування тільки почалася, але потенційно Херсонщина може бути найбільш замінованою областю в країні, і, на жаль, незабаром Україна може посісти перше місце у світі за кількістю постраждалих від мін». Очікувалося, що видалення мін і розтяжок по всій області та решті відвойованих територій України триватиме місяці, якщо не роки.

## Реакції
- Російська Федерація повторила свої наративи, що Херсонська область є суб'єктом Російської Федерації.[5][40]
- Президент США Джо Байден заявив, що рішення про відкликання військ показує, що у російських військових є «справжні проблеми».[41]
- Генеральний секретар НАТО Єнс Столтенберґ підтвердив підтримку України і заявив, що якщо Російська Федерація вийде, це буде «ще однією перемогою України».[42]
- Президент Туреччини Реджеп Тайїп Ердоґан заявив, що вихід Російської Федерації з Херсона є «позитивним і важливим» і що він продовжить дипломатію з Росією.[43]

## В культурі
Після звільнення Херсона в українському інфопросторі відбувся так званий «Кавуновий флешмоб».